# The Fatal Chocolate
The Fatal Chocolate est un film américain de comédie réalisé par Mack Sennett, sorti en 1912.

## Fiche technique
- Réalisation : Mack Sennett
- Date de sortie : 19 février 1912

## Distribution
- Mabel Normand
- Mack Sennett
- Charles West